# Мессад
Месса́д (араб. مسعد‎) — город на севере центральной части Алжира, на территории вилайета Джельфа. Административный центр одноимённого округа.

## Географическое положение
Город находится в центральной части вилайи, в гористой местности Сахарского Атласа, на высоте 761 метра над уровнем моря.

Мессад расположен на расстоянии приблизительно 290 километров к югу от столицы страны Алжира.

## Демография
По данным переписи, на 2008 год население составляло 102 453 человек.
Динамика численности населения города по годам:
| 1977   | 1987   | 1998   | 2008    | 2012    |
| ------ | ------ | ------ | ------- | ------- |
| 19 885 | 47 460 | 76 979 | 102 453 | 120 584 |

## История
До II века на месте города находилось берберское поселение, оригинальное название и возраст которого неизвестны. В 198 году оно было занято войсками Римской Империи и присоединено к провинции Мавретания Цезарейская во время военных кампаний легата пропретора Нумидии Квинта Аниция Фауста. Римский наместник, желая обезопасить регион от нападений берберских кочевников, отодвинул границы провинции далеко на юг и построил вдоль новых рубежей ряд крепостей, одной из которых и стал возведенный в захваченном поселении поселении военный лагерь Castellum Dimmidi. Неизвестно, является ли вторая часть названия, "Dimmidi", латинизированной формой прежнего названия поселения, или это было новое имя, данное римлянами.
В последующие годы Castellum Dimmidi был частью римского лимеса, известного как Нумидийский лимес (Limes Numidiae), который проходил вдоль южной границы римских провинций в Африке от Нумидии до границ Триполитании и начала Триполитанского лимеса (Limes Tripolitanicus). В лагере были расквартированы 300 легионеров, половина из которых принадлежала к III Галльскому легиону, вторая половина - к III Августову легиону, вплоть до 238 года, когда III Августов легион был временно распущен по приказу императора Гордиана III за участие в гражданской войне на стороне Максимина. После отзыва легионеров лагерь был оставлен, но, согласно археологическим данным, простоял еще примерно 150 лет, вплоть до конца IV века Развалины римского лагеря были обнаружены лишь в 1856 году, а подробно описаны в 1939-1941 Гилбертом-Чарльзом Пикаром, директором отдела древностей в Тунисе.